# مبدل پروتکل
مبدل پروتکل دستگاهی است که برای تبدیل مناسب پروتکل استاندارد یا اختصاصی یک دستگاه به دستگاهی دیگر استفاده می‌شود. این کار به منظور تعامل متقابل و مطلوب بین دو دستگاه صورت می‌گیرد. پروتکل‌ها نرم‌افزارهایی هستند که روی مسیریاب‌ها نصب شده و قالب‌های داده، میزان داده و پروتکل‌های یک شبکه را به پروتکل‌های شبکه دیگری تبدیل می‌کنند که داده در آن در حال ناویدن می‌باشد. انواع گوناگونی از پروتکل‌ها در زمینه‌های مختلفی همچون تولید برق، انتقال و توزیع، نفت و گاز، اتوماسیون، نرم‌افزارهای سودمند و برنامه‌های پایش از راه دور استفاده می‌شوند. پیغام‌های اصلی انتقال پروتکل‌ها شامل تبدیل پیام‌های داده، رخدادها، دستورها و همگام سازی‌های زمانی می‌شوند.

## ساختار کلی
ساختار کلی یک مبدل پروتکل شامل یک پروتکل داخلی راهبر می‌باشد که با یک سری دستگاه پیرو خارجی در ارتباط است و از داده جمع‌آوری شده برای به روز کردن پایگاه داده یا دیتابیس داخلی خود مبدل استفاده می‌کند. وقتی راهبر خارجی درخواست داده می‌کند، پیرو داخلی داده را از پایگاه داده دریافت کرده و به راهبر خارجی ارسال می‌کند. راه‌های مختلفی برای رسیدگی به گزارش همزمان رخدادها و دستورها وجود دارد. رسانه فیزیکی مختلفی نیز برای ارتباط روی پروتکل X & Y وجود دارد از جمله RS-232، RS-485، اترنت و غیره.

## کاربردهای مبدل‌های پروتکل
کاربرد مبدل‌های پروتکل از صنعتی به صنعت دیگر متفاوت است. مبدل پروتکل می‌تواند بستگی به پروتکل‌ها از نوع مبدل نرم‌افزار، مبدل سخت‌افزار یا مبدلی ترکیبی از این دو باشد.
- چند استفاده کلیدی مهم از مبدل‌های پروتکل عبارتند از:
  - پست اتوماسیون
  - ساخت اتوماسیون
  - پردازش اتوماسیون

پروتکل‌های اصلی که در زمینه‌های خاص خود استفاده می‌شوند در لیست پروتکل‌های اتوماسیون نام برده شده‌اند.

## تأخیر و مسائل مهندسی دیگر در استفاده از مبدل‌های پروتکل
مبدل‌های پروتکل معمولاً برای انتقال داده و دستورها از یک دستگاه یا اپلیکیشن به دستگاهی دیگر استفاده می‌شوند. این کار لزوماً فرایندهای انتقال داده، دستورها، نمایش آن‌ها، کدگذاری و قاب‌بندی را نیز درگیر کار می‌کند.
بستگی به دامنه و اپلیکیشنی که در آن می‌خواهیم تبدیل را انجام دهیم، تبدیل‌های ساده و پیچیده داریم. ساده‌ترین و رایج‌ترین تبدیلی که استفاده می‌شود، تبدیل پروتکل بین مودباس RTU و مودباس TCP می‌باشد. در این تبدیل، تغییری در قاب‌بندی کلی ما ایجاد نمی‌شود؛ بنابراین برداشتن قاب "سریال مودباس RTU" و قرار دادن آن در سوکت TCP/UDP و فرستادن آن روی اترنت کار ساده ای خواهد بود. از آنجایی که قاب‌بندی پروتکل هردوی آن‌ها به جز ارسال لایه فیزیکیشان یکسان است، هر دو لایه‌های اپلیکیشن، داده‌ها را تا زمانی که رابط‌ها شفاف شوند، یکسان تفسیر می‌کنند.
هرچند تبدیل‌های بسیار پیچیده‌ای نیز داریم، برای مثال: جایی که داده شکل می‌گیرد، جایی که انواع داده‌ها پشتیبانی می‌شوند، مدل‌های شیءگرایی و غیره. آن‌ها به قدری متفاوت هستند که موتور تبدیل نه تنها در قاب‌بندی باید اصلاحاتی انجام دهد، بلکه در نگاشت اطلاعات برای هر نوع داده، دستور و در بعضی موارد مدل‌های شیءگرایی نیز اصلاحاتی را باید انجام دهد. همچنین ممکن است پیکربندی‌هایی که کاربر انجام داده‌است نیز در تعریف کردن نگاشت داده‌های پشتیبانی شده و پشتیبانی نشده لازم باشند.
این تغییر شکل‌ها البته یک سری مزیت‌های تبدیلی، تاخیرهای اولیه در ارتباطات، تاخیرهای کلی در پردازش و یک زمان پردازش نقطه به نقطه کلی که محدود نیز هست را به همراه دارند. زمان پردازش نقطه به نقطه کلی باید در تمامی حل مسئله‌ها در نظر گرفته شود.
تأخیر در ارتباطات نقطه به نقطه بستگی به تأخیر اولیه در پردازش نرم‌افزار یا سخت‌افزار مورد استفاده، پیچیدگی پروتکل و تبدیل، و ساختار حل مسئله دارد. این تاخیرها در اپلیکیشن‌های اتوماسیون صنعتی و انرژی می‌توانند از ۱۰ الی ۲۰ میلی ثانیه تا به بزرگی یک ثانیه متغیر باشند. ساختارهای حل مسئله که از مبدل‌های پروتکل استفاده می‌کنند باید این تأخیر و تأثیر آن روی پروژه‌هایی که از این مبدل‌ها استفاده می‌کند را در نظر بگیرند.
همچنین، اکثریت این ساختارها پیکربندی و نگاشت را در خود دارند که هر دو فرایند نیازمند زمان و تلاش مهندسی بسیاری است. تمامی این فاکتورها باید هنگام تعریف برنامه‌های پروژه در نظر گرفته شوند.